# Monestir de Santa Clara-a-Velha
El Monestir de Santa Clara de Coïmbra es troba al marge esquerre del riu Mondego, a la freguesia de Santa Clara, a la ciutat, municipi i districte de Coïmbra, a Portugal.
Representa un moment d'experimentació de l'estil gòtic al país. La fundació, a finals del segle xiii, s'inscriu en una conjuntura de gradual influència i acceptació de l'Orde dels Frares Menors en la cort i la societat portuguesa en general.(1)

## Història

### Antecedents: el convent de D. Mor Dias

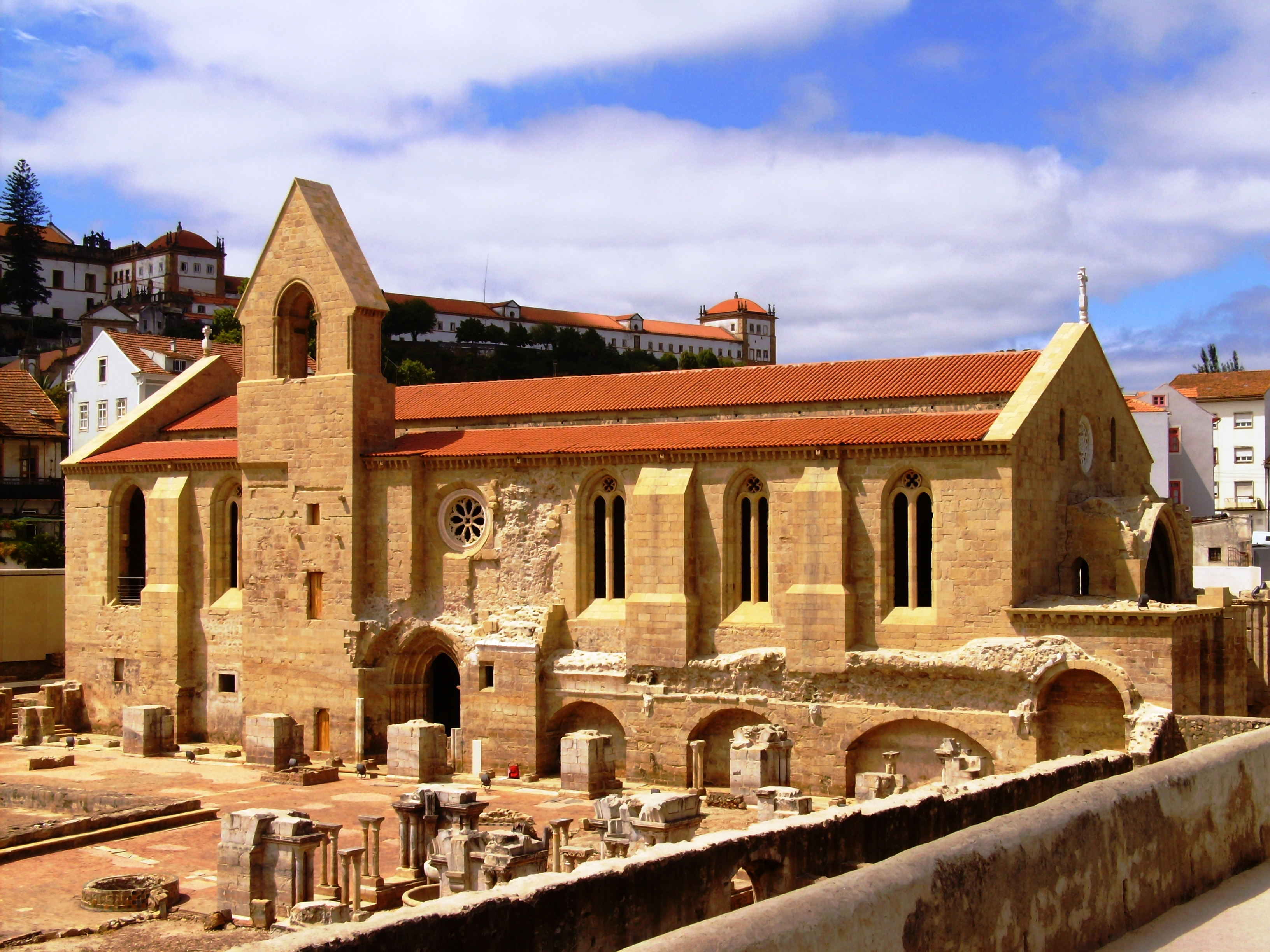
Monestir de Santa Clara-a-Velha, Coïmbra: en últim pla el Monestir de Santa Clara-a-Nova al Mont da Esperança

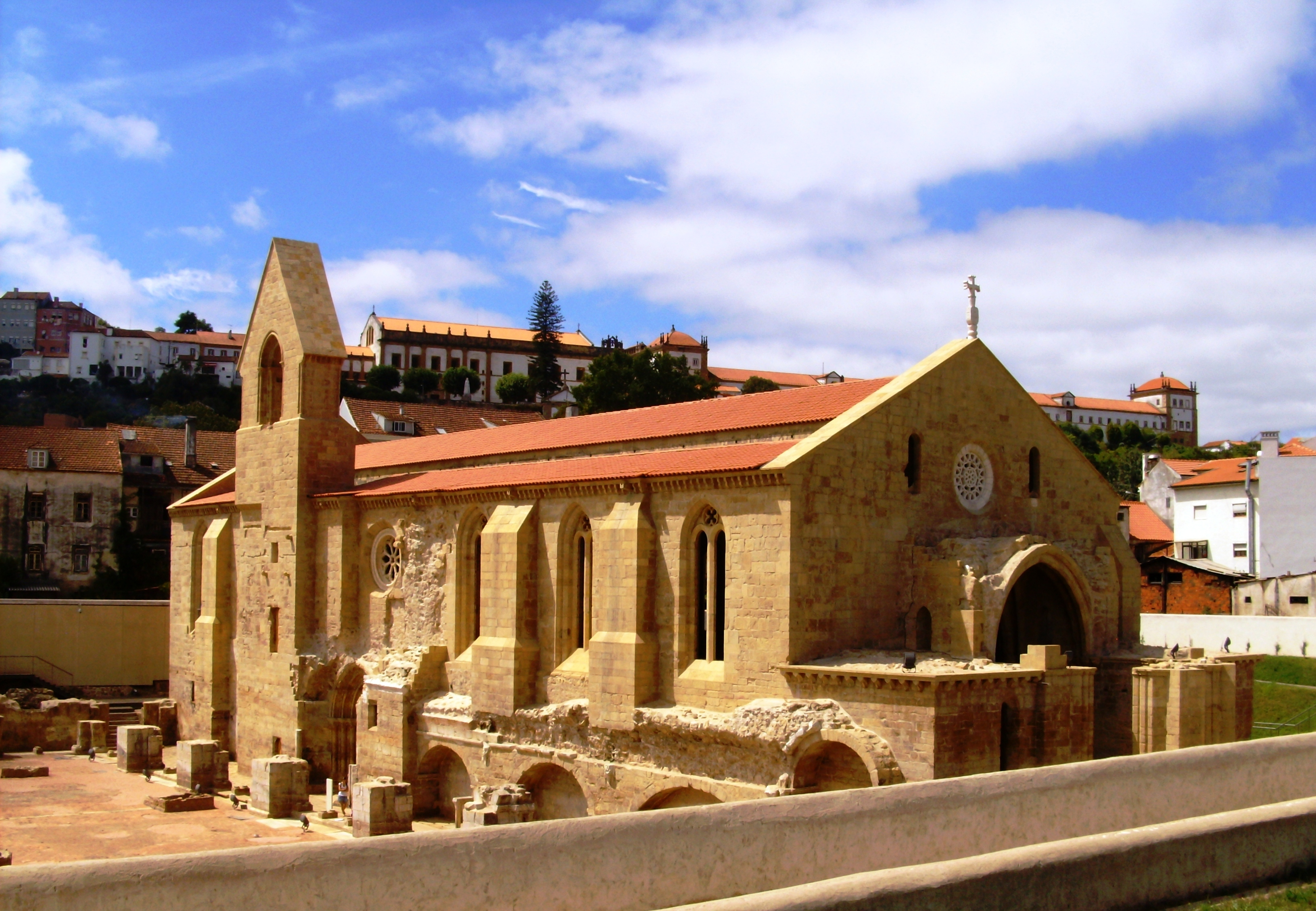
Monestir de Santa Clara-a-Velha: església

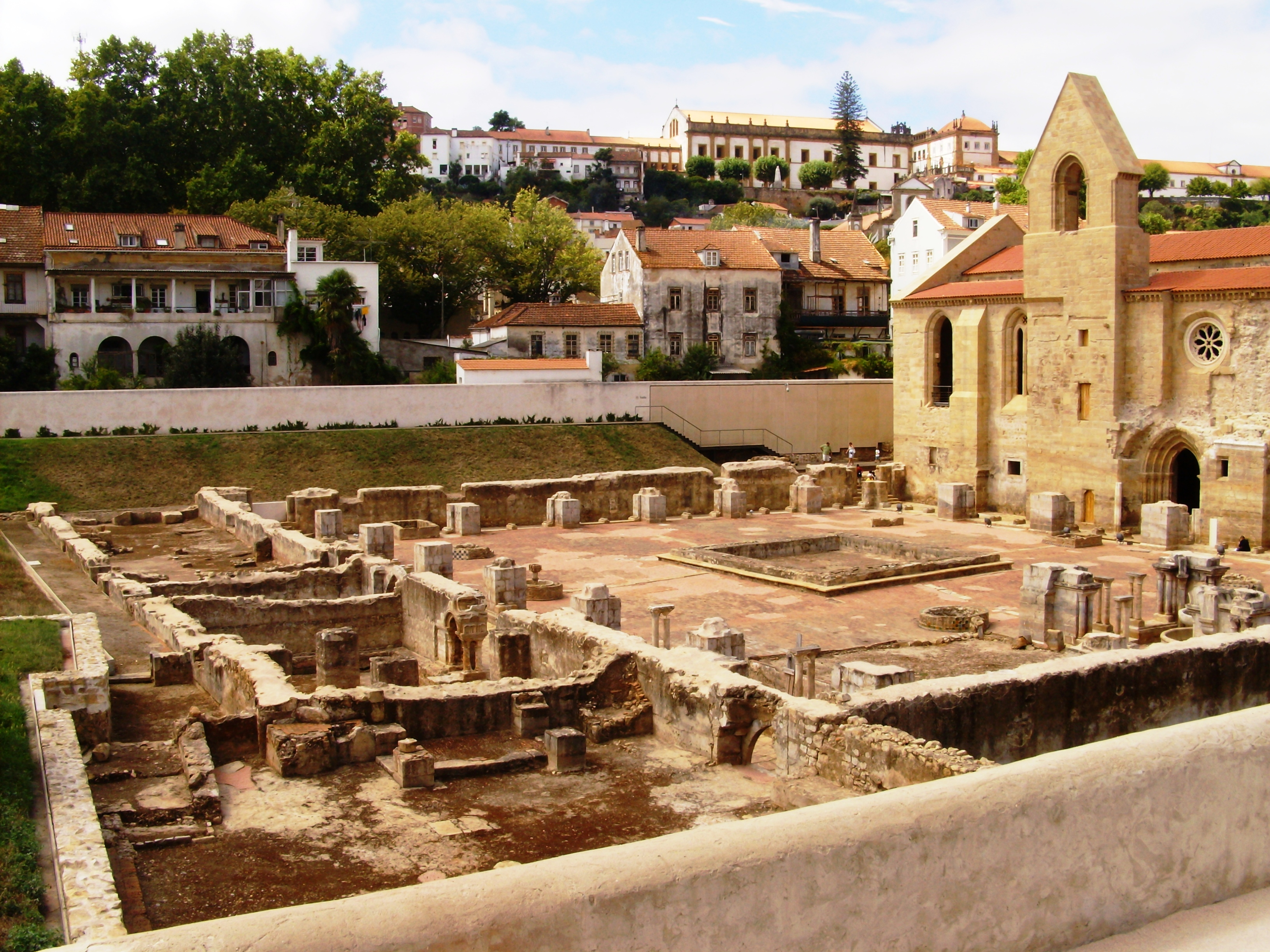
Monestir de Santa Clara-a-Velha: ruïnes de l'antic claustre

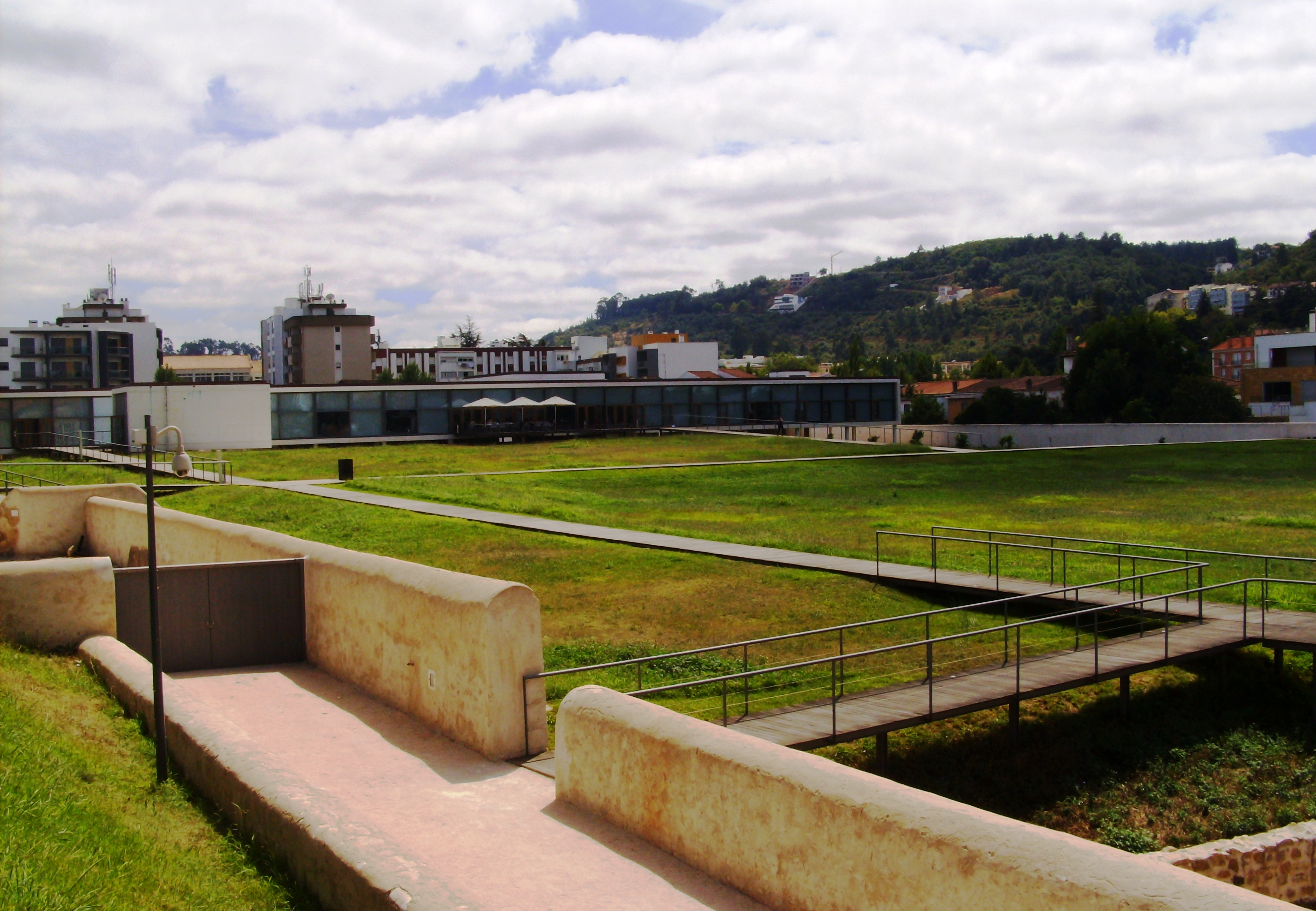
Monestir de Santa Clara-la-Velha: Centre d'Interpretació

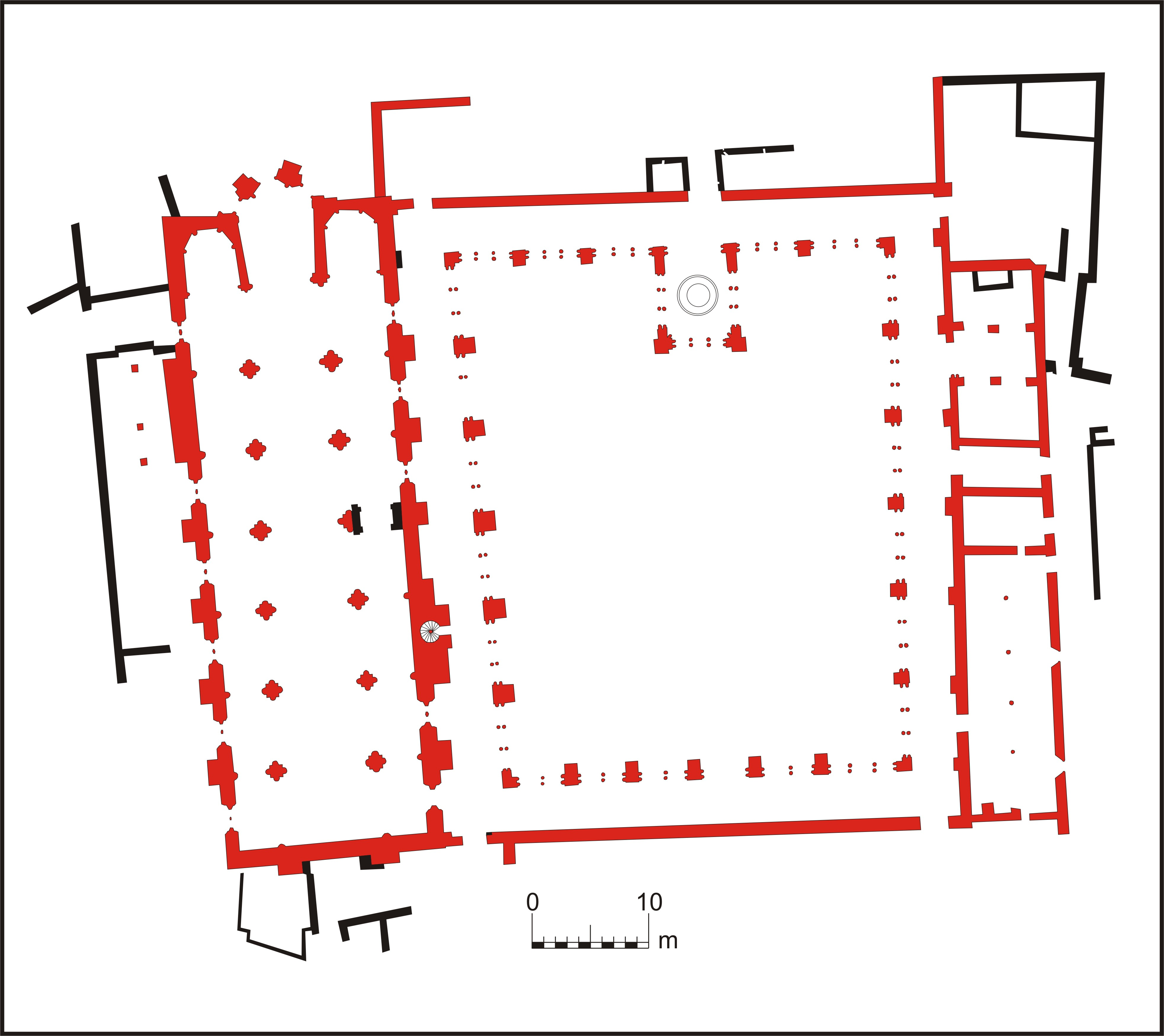
Monestir de Santa Clara-a-Velha: planta

La crida de la forma de vida proposada per Clara d'Assís va dur a Dona Mor Dias, dama de Coïmbra, filla de Vicente Dias, jutge d'Alfons III de Portugal i alcaid major de Coïmbra, i de D. Boa Peres, neta del canceller Julião Pai, a fundar una casa de Clarisses.
Tot i que des del 1278 decidís instituir la casa de Clarisses, es trobava recollida des del 1250 al Convent de Sâo João das Donas, llavors dependent del Monestir de Santa Cruz de Coïmbra.
El 13 d'abril del 1283 va obtenir la llicència per a construir un monestir dedicat a santa Clara i a santa Elisabet d'Hongria, i es començà el 28 d'abril del 1286, prop del convent franciscà que s'hi havia instal·lat (1247), al marge esquerre del Mondego.
A causa dels recursos (béns i rendiments) amb què es dotà el nou convent, els religiosos de Santa Cruz s'oposaren a l'obra, amb l'argument que D. Mor era professa de Santa Cruz i, per això, en depenia. No obstant l'oposició, D. Mor Dias se'n va dur algunes religioses de Sâo João das Donas, i la contesa perdurà prop de trenta anys.
El 1302, amb la mort de la fundadora, aquesta llegà al nou convent els seus béns. La contesa, però, prosseguí, i s'acabà al 2 de desembre del 1311.

### La segona fundació: el convent da Rainha Santa
Des del 1307 Isabel d'Aragó, reina de Portugal, s'interessà pel convent, i mitjançà en el conflicte, i el conclogué el 1319. En aquest ínterim, aconsegueix del papa Climent V, el 10 d'abril de 1314, l'autorització per a refundar el monestir. De llavors ençà, dedicà molt de temps i patrimoni a engrandir-lo.
El 1316 comencen les obres de la segona construcció, costejada per la reina, que manà també edificar, junt al monestir, un hospital per a trenta pobres (conclòs el 1333) -amb cementeri i capella -, i un palau on, el 1325, quan enviudà, es recollí. El 1317 s'hi instal·len les primeres monges, vingudes de Zamora.
L'arquitecte reial responsable de les obres fou el mestre Domingos Domingues, que treballà igualment en el claustre del Monestir d'Alcobaça. Morí al 1325, i fou substituït pel mestre Estevão Domingues, sota l'orientació del qual es conclouen les obres de l'església i comença la construcció dels claustres del Monestir de Santa Clara, entre 1326 i 1327. Els claustres s'abastien amb un canal d'aigua provinent de la Quinta do Pombal (actual Quinta das Lágrimas).
Poc després de la mort de Dionís I, Elisabet es va recollir al monestir; prengué l'hàbit de les Clarisses sense fer vots, per mantenir la seua fortuna, que emprava per a la caritat. Feu testament al 1328, volent ser sepultada en el monestir, i llegà béns per a construir una capella, per a les obres del convent, i per al manteniment de les monges. Morí a Estremoz, el 4 de juliol del 1336.

### La nova església
La nova església es consagrà al 1330, pel llavors bisbe de Coïmbra, Raimundo Ebrard II (1325-1333). El disseny, d'aparença romànica amb grossos contraforts, respecta, en la planta i alçats, la disposició dels temples de Clarisses -tres naus de set trams, sense transsepte, i capçalera amb tres capelles (les dels extrems quadrangulars; l'absis poligonal, com les absidioles, són una característica del gòtic.
Estêvão Domingues cobriu la nau central amb una volta de canó trencat, sostinguda per arcs torals. En les naus colaterals, però, optà per la cruïlla d'ogives, malgrat les imperfeccions tècniques. El mestre aconseguí un temple ben il·luminat per fissures laterals de gran altura.
Fou original, en l'època, la construcció de tres naus d'alçada idèntica, arcades en pedra, en comptes de la cobertura de fusta, llavors usual per als ordes mendicants, així com l'absència de transsepte, cosa que permeté allargar el claustre.
La il·luminació de les naus la fan dues rosasses als extrems de la nau central i les finestres dobles, de gran alçada, en les parets laterals.

### L'abandó del conjunt
La vida del monestir restà marcada, al llarg dels segles, per inundacions ocasionades pel Mondego, la primera al 1331, un any després de consagrar el temple. La solució trobada fou el successiu alçament del sòl fins que, en el segle xvii, les religioses construeixen un pis superior i en desocupen l'inferior. La deterioració de les condicions d'habitabilitat dugué a la construcció, per iniciativa de Joan IV, d'un nou edifici al veí Mont da Esperança, el Monestir de Santa Clara-a-Nova.
Abandonat definitivament el 1677, l'antic monestir és conegut com a Santa Clara-a-Velha.

## Intervencions contemporànies
A la primeria del segle xx, és classificat com a Monument Nacional per Decret de 16 de juny de 1910, i molt restaurat per iniciativa de la DGEMN a partir de la dècada de 1930. Així i tot, el conjunt continuà sent víctima de les riuades. En aquest espai desocupat, negat en els sediments que només deixaven visible la part superior de l'església, es creà una imatge de ruïna aureolada de romanticisme que es va mantenir fins a la dècada de 1990.
El 1991 comença un projecte de recuperació i valorització del lloc, sota la coordinació de l'arqueòleg Artur Côrte-Real.
La campanya arqueològica s'estén entre 1995 i 2000, i trau a la llum la part inferior de l'església i el claustre i se'n recullen troballes significatives. Al 1977 es construeix una cortina de contenció de les aigües, primer pas per a la rehabilitació de l'indret.
El monestir de clausura ha deixat un important llegat de porcellanes i faiança, rosaris, anells i molts altres objectes, palés en una exposició instal·lada en el centre interpretatiu, que acull "la història del lloc".
El Monestir de Santa Clara-a-Velha fou guardonat amb el premi Europa Nostra 2010, un dels més importants guardons europeus.

### Inundació del 2016
L'11 de gener del 2016 el Mondego tornà a inundar el monestir, i causà pèrdues d'equipaments i documents del Centre Interpretatiu.
El monestir tornà, el 13 de febrer de 2016, a ser negat per les aigües del Mondego. Els accessos al monestir i part de l'edifici gòtic van ser envaïts amb prop de metre i mig d'altura.